# ヘイムスクリングラ

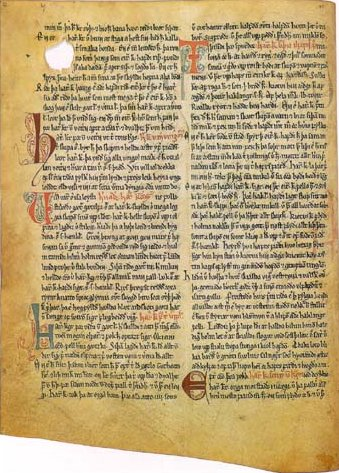
『ヘイムスクリングラ』写本のページ。

ヘイムスクリングラ（古ノルド語: heimskringla、「世界の輪」、「世界の環」の意）は、1220年代か1230年代初頭にアイスランドのスノッリ・ストゥルルソンが編集したと言われているノルウェーの王のサガ集の総称である。
この題名はのちにユングリング家のサガの冒頭の語からつけられたとされている。スノッリによる序文に続いて、スウェーデンの伝説上の王家であるユングリング家 (Ynglingar) に始まる16編のサガで構成される。
神代の物語から始まって10世紀、11世紀を経て12世紀の歴史で終わる。

## 内容
1. ユングリング家のサガ[注釈 1]
2. ハールヴダン黒王のサガ[注釈 2]
3. ハラルドル美髪王 のサガ[注釈 3]（930年？頃没）
4. ホーコン善王のサガ[注釈 4] （960年頃没）
5. 灰色マントのハラルドル王のサガ[注釈 5] （970年頃/974？年没）
6. トリッグヴィの息子オーラーヴル王のサガ[注釈 6]（1000年没）
7. 聖オーラーヴル王のサガ[注釈 7]（1030年没）
8. マグヌス善王のサガ[注釈 8] （1047年没）
9. ハラルドル苛烈王のサガ[注釈 9] （1066年没）
10. オーラーヴル平和王のサガ[注釈 10] （1093/94年没）
11. 裸足のマグヌース王のサガ[注釈 11] （1103年没）
12. マグヌースの息子たちのサガ[注釈 12]（十字軍(エルサレム行き)のシグルズル （1130年没）、エイステイン （1122年没）、オーラーヴル （1116年没））
13. マグヌース盲王 （退位1135年）と キリストの僕のハラルドル王 （1136年没）のサガ[注釈 13]
14. ハラルドルの息子たち（インギ（1161年没）、シグルズル（1155年没）、エイステイン（1157年没））のサガ[注釈 14]
15. 肩広のホーコン王 のサガ[注釈 15]（1162年没）
16. エルリングルの息子マグヌースのサガ[注釈 16]（1184年没だが、サガは1177年の勝利まで）

## 日本語訳
- 日本アイスランド学会編訳 『サガ選集』 東海大学出版会、1991年。ISBN 978-4-486-01152-1。
  - 八亀五三男訳『ハーコン善王のサガ』を収録。
- スノッリ・ストゥルルソン 『ヘイムスクリングラ - 北欧王朝史 （一）』 谷口幸男訳、プレスポート・北欧文化通信社、2008年。ISBN 978-4-938409-02-9。
  - 2011年4月より出版社名が「プレスポート」に変更（以下同）、ISBNコードが978-4-905392-02-6に切り替え[注釈 17]。Kindle版 ASIN B00MTUI8MG[注釈 18]。
- スノッリ・ストゥルルソン 『ヘイムスクリングラ - 北欧王朝史 （二）』 谷口幸男訳、プレスポート・北欧文化通信社、2009年。ISBN 978-4-938409-04-3。
  - 2011年4月よりISBNコードが978-4-905392-04-0に切り替え[注釈 17]。Kindle版 ASIN B00MTUI8OO[注釈 18]。
- スノッリ・ストゥルルソン 『ヘイムスクリングラ - 北欧王朝史 （三）』 谷口幸男訳、プレスポート・北欧文化通信社、2010年1月。ISBN 978-4-938409-06-7。
  - 2011年4月よりISBNコードが978-4-905392-06-4に切り替え[注釈 17]。Kindle版 ASIN B00MTUI8NA[注釈 18]。
- スノッリ・ストゥルルソン 『ヘイムスクリングラ - 北欧王朝史 （四）』 谷口幸男訳、プレスポート・北欧文化通信社、2010年1月[注釈 19]。ISBN 978-4-938409-07-4。
  - 2011年4月よりISBNコードが978-4-905392-07-1に切り替え[注釈 17]。Kindle版 ASIN B00MTUI8PI[注釈 18]。